# 阿什莉·约翰逊
阿什莉·约翰逊（英語：Ashleigh Johnson，1994年9月12日—），美国女子水球运动员。她曾代表美国国家队参加2016年和2020年夏季奥林匹克运动会水球比赛，结果获得二枚金牌。